# 정 소공
정 소공(鄭 昭公, ? ~ 기원전 695년, 재위 기원전 701년, 기원전 696년 ~ 기원전 695년)은 중국 춘추 시대 정나라의 제4대 임금으로, 휘는 홀(忽)이고, 자는 만백(曼伯)이며, 정 장공과 정비 등만(鄧曼)의 장자다. 송나라의 지원을 받은 정 여공에게 쫓겨났으며, 복위했으나 암살당했다.

## 사적
정 장공 26년(기원전 718년), 위나라가 남연나라 군대를 이끌고 정나라에 쳐들어오자 아우 공자 돌과 함께 제읍의 군대를 거느리고 적의 배후에 있다가, 6월에 남연 군을 북제에서 패배시켰다.
정 장공 38년(기원전 706년), 북융이 제나라를 공격하자, 태자 홀이 제나라를 구원하여 6월에 북융을 대패시키고 대장 대량(大良), 소량(小良)을 베어 제나라에 바쳤다. 이전에 제후는 딸 문강을 홀에게 시집보내려 했으나, 홀은 제나라와 정나라의 국격이 맞지 않으므로 거절했었다. 홀이 북융을 무찌르자 제후는 또 홀을 사위 삼고자 했으나(다만 문강은 1년 전에 이미 노 환공과 혼인했다), 사절했다. 채족이 혼인으로써 강력한 제나라를 도움으로 삼지 않으면 아버지가 총애하는 부인들이 낳은 아우들과 군위 경쟁을 벌여야 한다며 혼인을 권했으나 끝내 받아들이지 않았다. 이때 자신이 전공을 세웠으므로 전공 순으로 음식을 받아야 한다고 여겼으나, 노나라는 작위 순으로 나눠줬기 때문에 정나라가 꼴찌로 받았고, 홀은 이 때문에 노하여, 3년 후에 제나라와 정나라가 노나라가 싸우는 단초를 만들었다.
정 장공 43년(기원전 701년) 여름에 장공이 죽자, 채족의 추대로 홀이 뒤를 이어 정백이 되었다. 송 장공이 채족을 잡고, 송나라 여자 옹길의 아들인 아우 공자 돌을 세우도록 협박하자 채족은 이를 승낙했고, 소공은 가을 9월에 위나라로 달아났다.
정 여공 3년(기원전 697년), 여공이 채족을 죽이려다 실패해 5월에 채나라로 달아났고, 소공은 6월에 본국으로 귀환했다. 가을에 약성을 여공에게 빼앗겼고, 이듬해(기원전 696년) 4월에는 정 여공을 복위시키려는 송나라, 노나라, 진나라, 위나라, 채나라의 연합 공격을 받았으나 이들은 정나라를 이기지 못했다.
이듬해(기원전 695년), 고거미에게 살해당했다. 정 장공이 고거미를 경으로 삼으려 했을 때 소공이 반대했었다. 고거미는 소공이 자신을 죽일까 두려워하고, 10월 신묘일에 소공을 시해했다.